# Ingentaler Mühle
Die Ingentaler Mühle ist eine ehemals am Rodebach gelegene Wassermühle mit einem unterschlächtigen Wasserrad in Selfkant, einer ländlichen Gemeinde im nordrhein-westfälischen Kreis Heinsberg.

## Geographie
Die Ingentaler Mühle hat ihren Standort auf der rechten Bachseite in der Pfarrer-Kreins-Straße 6 im Ortsteil Süsterseel in der Gemeinde Selfkant. Das Gelände, auf dem das Hof- und Mühlengebäude steht, hat eine Höhe von ca. 52 m über NN. Nachbarmühlen sind oberhalb die Roermolen in Jabeek und unterhalb die Istrater Mühle in Süsterseel.

## Gewässer
Der Rodebach versorgte bis in das letzte Jahrhundert vierzehn Mühlen mit Wasser. Der Bach beginnt an einem Rückhaltebecken in der Nähe von Siepenbusch in der Stadt Übach-Palenberg in einer Höhe von 105 m über NN. Bis zur Mündung in die Geleenbeek bei Oud-Roosteren in den Niederlanden hat der Rodebach eine Länge von 28,9 km. Die Mündungshöhe beträgt 29 m über NN. Die Pflege und Unterhaltung des Rodebachs und seiner Nebenbäche unterliegt den jeweiligen, anliegenden Städten und Gemeinden. → Siehe auch Rodebach

## Geschichte
Über die Ingentaler Mühle ist nur sehr wenig Geschichte bekannt. Sie ist in der Karte von Tranchot 1804/05 eingetragen. Im 19. Jahrhundert taucht mehrfach der Name „Ingendahls Mühle“ auf. Die Mühle arbeitet als Getreidemühle mit zwei Mahlgängen und als Ölpresse mit einer Presse. Sie war Teil eines landwirtschaftlichen Anwesens, das auch heute noch bewirtschaftet wird. An die frühere Zeit erinnert noch der Laufstein vom Kollergang. Wie lange der Mühlenbetrieb aufrechterhalten wurde, ist nicht bekannt.

## Galerie

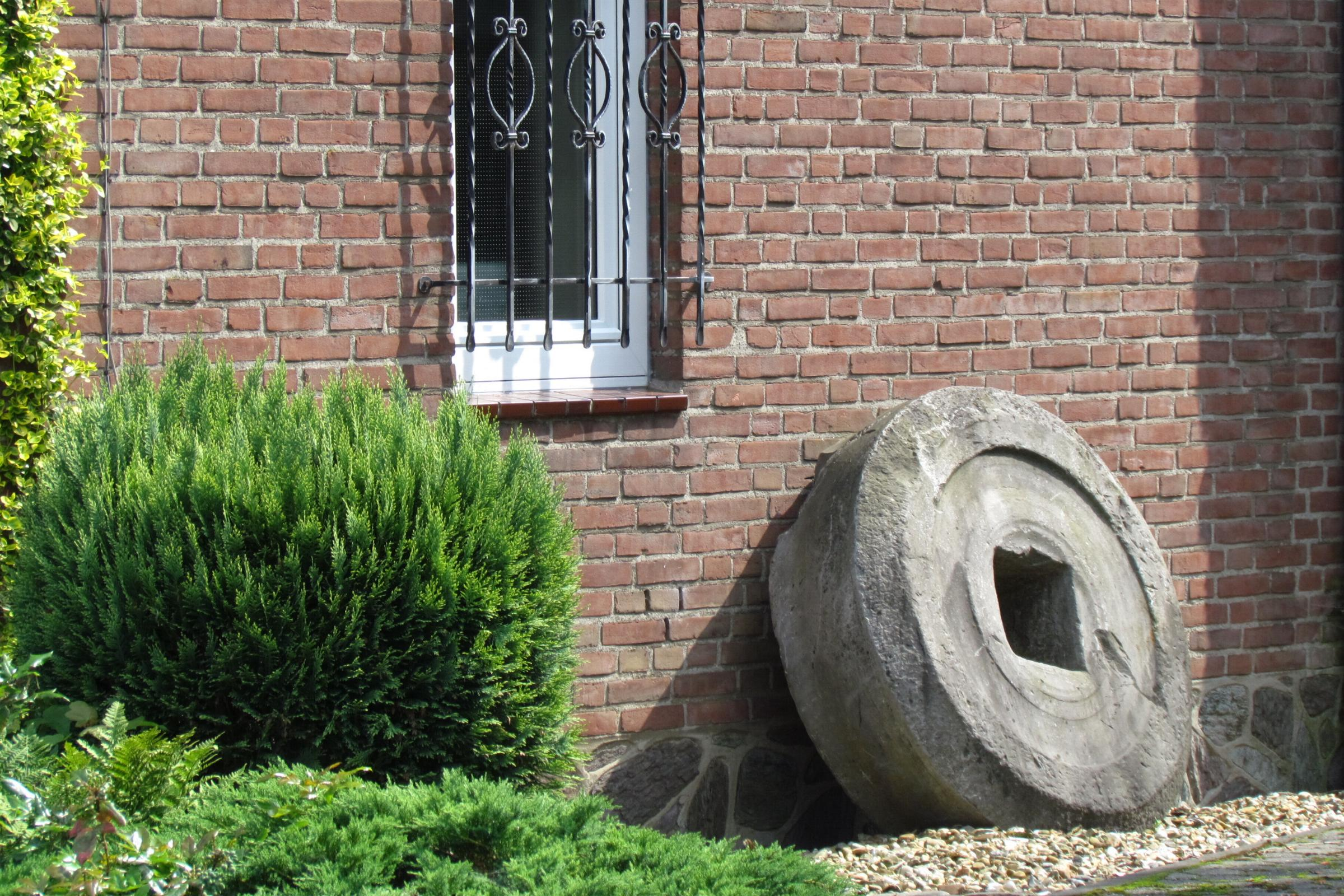
Mahlstein vom Kollergang
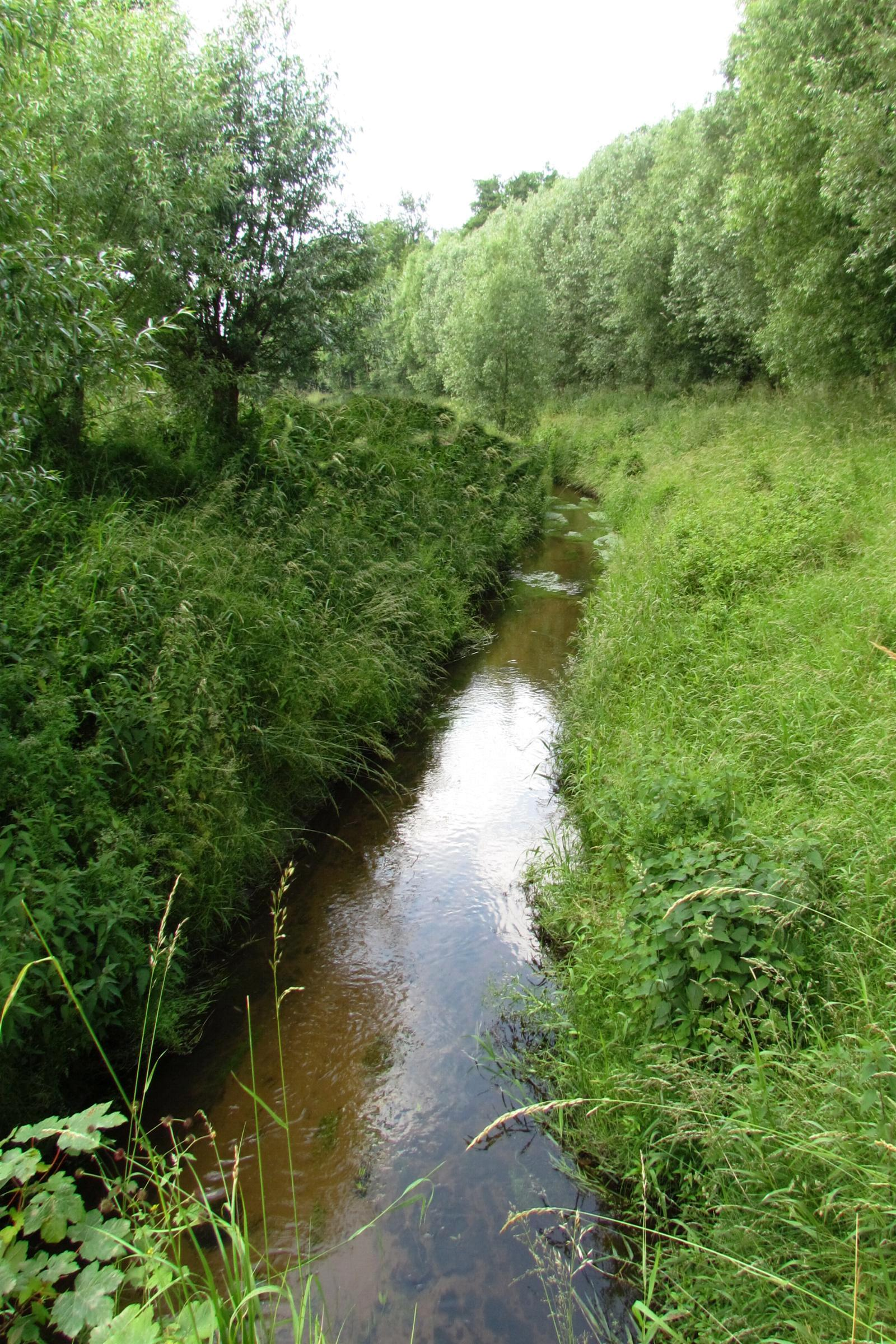
Rodebach bei der Ingentaler Mühle
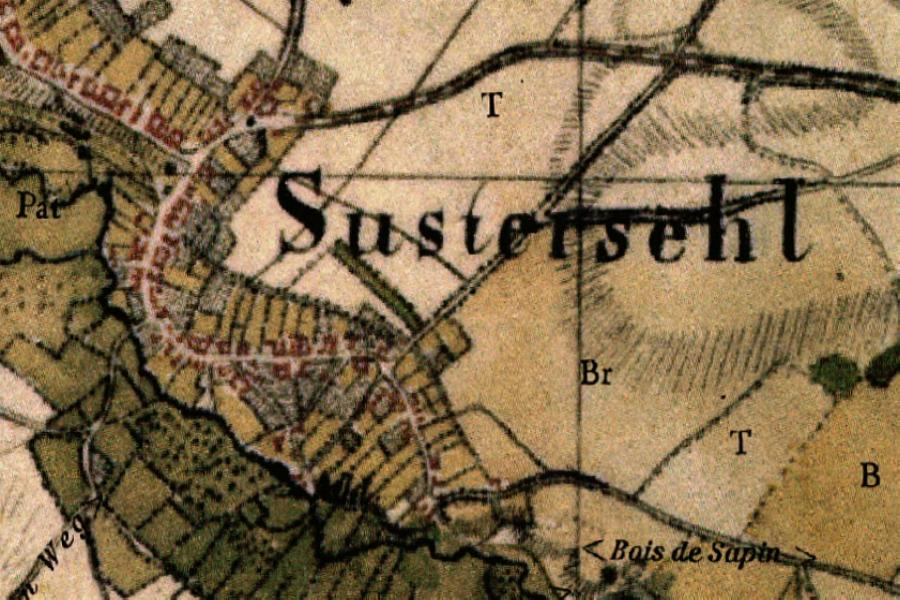
Tranchotkarte 1804/05